# Gråkammen
Gråkammen är en bergstopp i Antarktis. Den ligger i Östantarktis. Norge gör anspråk på området. Toppen på Gråkammen är 1 764 meter över havet.
Terrängen runt Gråkammen är varierad.  Trakten är obefolkad. Det finns inga samhällen i närheten. 